# Agilulf
Pour les articles homonymes, voir Agilulf (homonymie).
Agilulf ou Agilolf ou encore Ago (né après 555 - mort en 616) est proclamé roi des Lombards d'Italie à Milan de 591 à 616. Son long règne est marqué par une trêve avec la papauté et avec l'empereur byzantin Maurice en 598, mettant fin à trente années de guerre en Italie. Il consolide son pouvoir et la domination lombarde dans son royaume, entretient de bons rapports avec les Francs et les  Bavarois, et doit combattre les Avars et les tribus slaves qui menacent le nord-est du puissant royaume lombard.

## Biographie

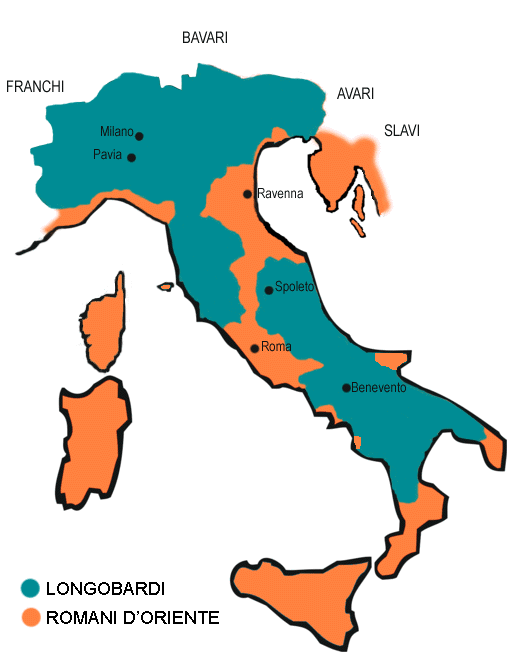
Le royaume lombard sous Agilulf.

D'origine thuringienne et appartenant au clan Anawas (Turingus ex genere Anawas), Agilulf est le fils du noble lombard Ansoald, dux de Turin.
Il est proclamé roi à Milan en mai 591, succédant au roi Authari, mort huit mois plus tôt, et dont il a épousé la veuve selon la coutume lombarde, la reine catholique Théodelinde, dès novembre 590.
Dès le début de son règne, il combat les Byzantins et cherche à étendre la domination lombarde en Italie. Au printemps 593, il assiège et reprend Pérouse, coupant les relations entre Rome et Ravenne, puis, vers le mois de décembre il assiège Rome, défendue par Grégoire le Grand, isolé. Le siège est levé en mars 594, après que le pape ait signé une trêve moyennant un tribut de 500 livres. Simultanément, Agilulf doit faire face à plusieurs complots à l'intérieur de son royaume et doit mater plusieurs rébellions. Il fera notamment éliminer plusieurs ducs lombards rebelles comme Mimulf, duc de l'île de San Giuliano, Gaidulf, duc de Bergame, Ulfari, duc de Trévise, et Zangrulf, duc de Vérone.
En octobre 598, les Byzantins concluent finalement un traité concédant aux Lombards une partie de l'Italie du Nord, par l’intermédiaire du pape Grégoire qui espère les convertir au catholicisme. Pérouse est restitué a l'exarque de Ravenne Callinicius, et les communications sont de nouveau assurées entre Ravenne et Rome.

En 601, Agilulf donne l'ordre à ses hommes de raser au sol la ville de Padoue qui était restée en guerre contre les Lombards et que ces derniers venaient d'incendier. L'année suivante, il conclut une paix éternelle avec les Avars. Peu après, les Lombards, associés aux Avars et aux Slaves, organisent une expédition en Istrie qui sera dévastée par leurs razzias et incendies.

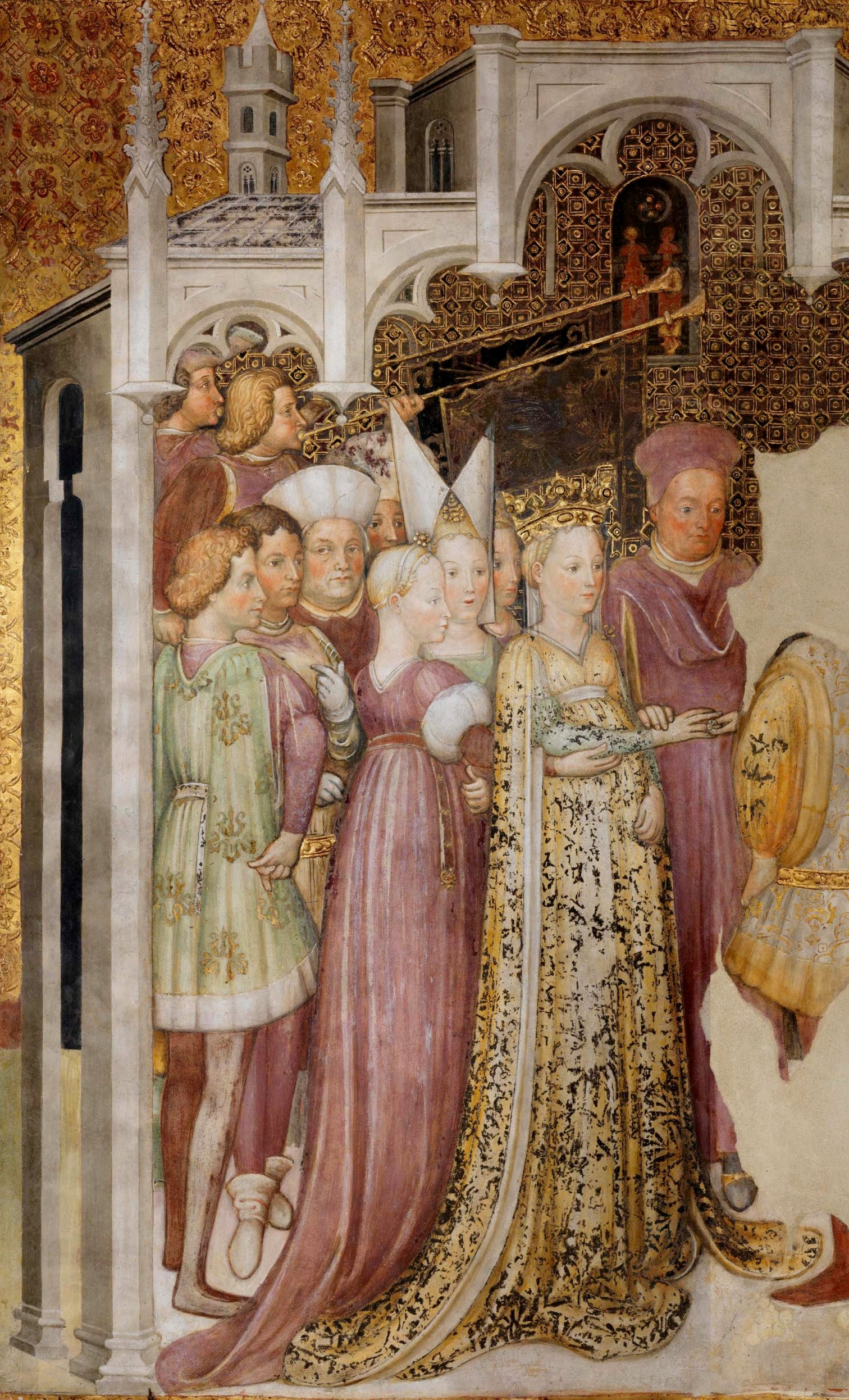
Théodelinde de Bavière.

Certainement influencé par sa femme, il fait baptiser à Monza en 603 leur jeune fils Adaloald (602-628), selon le rite catholique. La même année, il assiège avec l'aide de renforts slaves la ville de Crémone, qui est prise d'assaut et rasée au sol, puis Mantoue, avant de signer une trêve avec l'exarque de Ravenne. L'empereur byzantin Phocas finit par reconnaître son pouvoir sur une partie de l'Italie qui reste morcelée.
Agilulf abandonne à son tour l'arianisme lombard et se convertit à la ligne du  christianisme liée au concile de Nicée en 607.
Vers 610, les Avars ravagent le Frioul, tuent le duc lombard Gisulf II après l'avoir vaincu, et s'emparent de sa femme Romilda et de ses enfants après avoir pillé et incendié Cividale.
Agilulf, sur le conseil de sa reine, s'avère le protecteur de Colomban de Luxeuil avant qu'il ne meure. Lui-même meurt après plus de vingt-cinq années de règne, en 616, désignant Adaloald, encore adolescent, comme successeur. Peu de temps avant, il aurait fait assassiner son beau-frère Gundoald, duc d'Asti, devenu trop populaire parmi les Lombards et les Italiens.